# Бордмен (Північна Кароліна)
Бордмен (англ. Boardman) — місто (англ. town) в США, в окрузі Колумбус штату Північна Кароліна. Населення — 166 осіб (2020).

## Географія
Бордмен розташований за координатами 34°25′48″ пн. ш. 78°56′33″ зх. д. / 34.43000° пн. ш. 78.94250° зх. д. (34.430026, -78.942523).  За даними Бюро перепису населення США в 2010 році місто мало площу 8,01 км², з яких 7,95 км² — суходіл та 0,06 км² — водойми.

## Демографія
Згідно з переписом 2010 року, у місті мешкало 157 осіб у 71 домогосподарстві у складі 44 родин. Густота населення становила 20 осіб/км².  Було 87 помешкань (11/км²).
Расовий склад населення:
| - 66,2 % — білих - 33,8 % — чорних або афроамериканців |

До двох чи більше рас належало 0,0 %. Частка іспаномовних становила 0,0 % від усіх жителів.
За віковим діапазоном населення розподілялося таким чином: 17,8 % — особи молодші 18 років, 54,2 % — особи у віці 18—64 років, 28,0 % — особи у віці 65 років та старші. Медіана віку мешканця становила 50,2 року. На 100 осіб жіночої статі у місті припадало 67,0 чоловіків;  на 100 жінок у віці від 18 років та старших — 67,5 чоловіків також старших 18 років.
Середній дохід на одне домашнє господарство  становив 37 147 доларів США (медіана — 33 056), а середній дохід на одну сім'ю — 39 131 долар (медіана — 26 250). За межею бідності перебувало 39,2 % осіб, у тому числі 71,8 % дітей у віці до 18 років та 15,9 % осіб у віці 65 років та старших.
Цивільне працевлаштоване населення становило 83 особи. Основні галузі зайнятості: будівництво — 33,7 %, освіта, охорона здоров'я та соціальна допомога — 21,7 %, виробництво — 10,8 %, транспорт — 7,2 %.